# Inform
Inform ist eine von Graham Nelson seit 1993 entwickelte objektorientierte Programmiersprache, in der Textadventures programmiert werden können.

## Geschichte
Inform basiert auf dem Reverse Engineering der von Infocom entwickelten Z-machine. Daher verhalten sich die erzeugten Spiele wie die von Infocom, auch wenn die objektorientierte Inform-Programmiersprache sich auf Sourcecode-Ebene grundlegend von der funktionalen Sprache ZIL, der von Infocom selbst verwendeten Hochsprache, unterscheidet. Außerdem laufen sie auf allen Rechnern, auf denen es eine virtuelle Z-machine gibt, vom PDA über diverse Heimcomputer bis zu modernen PCs, Macintosh- und Linux-Rechnern. Auch Inform selbst läuft auf vielen verschiedenen Systemen. Inform ist Freeware und als Artistic License lizenziert. Deshalb darf es kostenlos weitergegeben und verändert werden, wenn einige Bestimmungen eingehalten werden. Es gibt inzwischen zahlreiche mit Inform programmierte und kostenlos im Internet spielbare oder herunterladbare Spiele.
Einen wichtigen Beitrag zum Erfolg von Inform leistete das umfangreiche Handbuch The Inform Designer’s Manual, das in der Ausgabe vier (bekannt als „DM4“) auf 570 Seiten angewachsen ist.
Es ist sowohl in gedruckter Ausgabe als auch frei verfügbar im Internet erhältlich.
Das Handbuch erklärt die Programmierung von Inform so, dass auch Programmier-Laien mit genügend Ausdauer damit zurechtkommen können. Ein Kapitel des Handbuchs beschäftigt sich unabhängig von Inform mit dem „Kunsthandwerk der Abenteuerspiele“ (The Craft of Adventure).
Die ersten fünf Versionen von Inform entstanden in kurzer Abfolge zwischen 1993 und 1995. Inform 5 war die erste Version, die in nennenswertem Umfang von anderen Personen als dem Inform-Autor Graham Nelson selbst eingesetzt wurde. Das vollständig neugeschriebene, systematischere Inform 6 erschien 1996 und blieb zehn Jahre lang die aktuelle Sprachversion. Während dieser Zeit erschienen hauptsächlich Fehlerberichtigungen und kleinere Erweiterungen der Bibliotheken.

### Sprachversionen
Seit Inform 6 besteht die Möglichkeit neben der Englischen Version andere Sprachversionen zu erstellen. Als offizielle Sprachversionen gelten Deutsch, Französisch, Italienisch, Niederländisch, Schwedisch, Slowenisch, Spanisch sowie die Plansprache Lojban.

#### Deutsche Sprachversion
1996 übersetzte Tinic Urou die englische Programm-Library von Inform 6 ins Deutsche. Diese Übersetzung wies an vielen Stellen Fehler auf, deshalb entstanden zwei Weiterentwicklungen dieser Version: Toni Arnold und Ralf Herrmann veröffentlichten 1998/1999 unabhängig voneinander zwei deutsche Librarys. Hierbei orientierte sich Toni Arnold am Schweizerdeutsch. Auch Ralf Hermanns Version wies sowohl Stärken als auch Schwächen auf.
Als Max Kallus 1999 begann, das Inform-Textadventure „Starrider“, eines der größten Freeware-Textadventures in deutscher Sprache, zu schreiben, benutzte er dafür zunächst die Bibliothek von Toni Arnold und korrigierte und erweiterte diese. Später übernahm er Teile aus Ralf Hermanns Bibliothek. Diese neue Bibliothek wurde erstmals 2001 veröffentlicht. Durch die deutsche Interactive-Fiction-Community wurde diese Version der Library weiter verbessert und zur „offiziellen deutschen Version“.
Daneben entstand durch Martin Oehm eine weitere inoffizielle Library namens „deform“.
Probleme, die bei der deutschen Übersetzung von Inform auftraten, waren:
- Umlaute
- Deklination von Substantiven
- Genus von Objekten
- Gebeugte Artikel (statt a/the)
- Gebeugte Adjektive

### Inform 7
Das seit 2006 von Graham Nelson und Emily Short entwickelte Inform 7 verfolgt einen grundsätzlich neuen Ansatz. Die Programmierung erfolgt in einer an natürliches Englisch angelehnten deklarativen Schreibweise; alle typischen Programmierkonzepte wie Variablen, Zuweisungen, Prozeduren etc. werden mit (einfachen) englischen Sätzen codiert. Das Literate programming erfolgt so bereits im Quelltext. Damit sollen auch Schriftsteller, denen Programmierung an sich fremd ist, für die Entwicklung von interaktiven Geschichten interessiert werden. Diesem Ziel dient auch die Bereitstellung einer kompletten IDE mit speziell auf die Entwicklung von Textadventures abgestimmten Diagnose- und Testwerkzeugen. Unter der Haube des umfangreichen Preprozessorsystems für natürliche Sprache arbeitet aber noch immer der Inform-6-Compiler, so dass es möglich ist, in ein mit Inform 7 geschriebenes Programm einzelne in Inform 6 codierte Abschnitte einzubinden.

#### Andere Sprachversionen
Auch hier existieren neben der englischen Version andere Sprachversionen. Auf der Inform-Website wird auf Versionen in Deutsch, Französisch, Italienisch, Schwedisch und Spanisch hingewiesen.

## Rezeption
Der Ludohistoriker Jimmy Maher bezeichnete Inform 2019 als „das beliebteste Tool (zum Erstellen von IF-Spielen) der letzten 25 Jahre“.